# Potencia nuclear

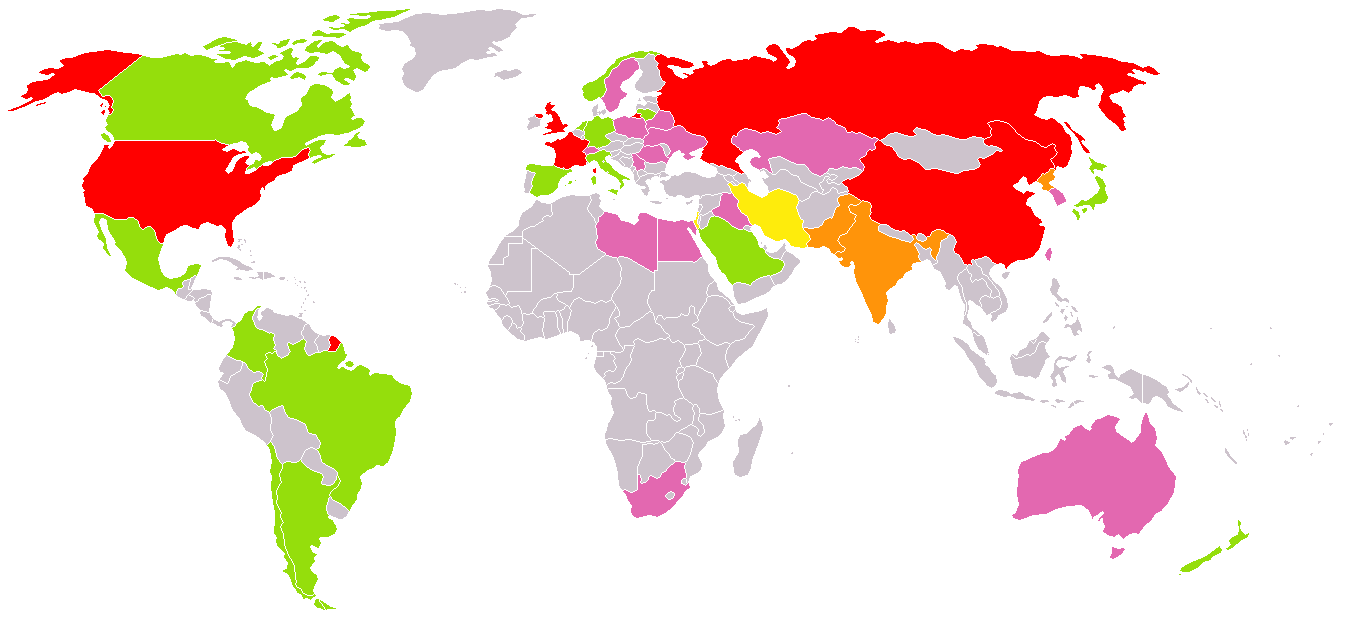
Mapa mundial con el estado de desarrollo nuclear representado por colores.
Los cinco países con armas nucleares del NPT.
Otros países con armas nucleares.
Países sospechosos de tener armas nucleares o de estar en proceso de desarrollarlas.
Países que alguna vez tuvieron programas de desarrollo de armas nucleares.
Otros países capaces de disponer de armamento nuclear si así lo decidieran.

Una potencia nuclear es un Estado que:
- Dispone de armas nucleares y reactores en cantidad suficiente y lo bastante dispersados como para preservar una porción significativa de su fuerza aún en caso de que un primer ataque por sorpresa enemigo tuviera éxito.

- Dispone de medios de inteligencia, mando, control y comunicaciones con la capacidad de detectar una acción enemiga y contraatacar antes de que esta alcance sus objetivos.[cita requerida]

Se denomina superpotencia nuclear a un Estado que es capaz de completar un ataque o represalia nuclear contra cualquier número de enemigos simultáneos y que realiza actos indebidos incluido la guerra cualquiera que sea su ubicación geográfica, aprovechando eficazmente la simetría esencial que otorgan las armas atómicas, actualmente el único país que cumple con todas estas características es la Federación de Rusia, aunque en estos últimos años, su papel de superpotencia esta ya siendo amenazada drásticamente ante la modernización nuclear de los Estados Unidos; y aunque a pesar de la cooperación militar entre Rusia y China por tratar de equiparar ambos al poder militar de los Estados Unidos, en cuestión de armas nucleares, esta última esta también compitiéndole en esta condición a Rusia.

## Países con armamento nuclear

### Rusia
Rusia, heredera nuclear de lo que fuera la URSS, conserva la fuerza nuclear más grande del mundo. Se tiene la seguridad de que algunos elementos muy importantes de esta fuerza, como es el caso de ciertos submarinos y bombarderos, están fuera de servicio. Conserva con toda seguridad las siguientes fuerzas nucleares estratégicas: 550 ICBM de los modelos SS-18 mods. 4, 5 y 6, SS-19 mod. 3, SS-24, SS-25 y SS-27; al menos 17 submarinos lanzadores de misiles clase R-30 Bulava , SLBM de las clases Delta III, Delta IV y Typhoon, con en torno a 400 misiles SS-N-20, SS-N-23 y SS-N-18; y los bombarderos nucleares supersónicos más grandes y potentes del mundo del tipo Tu-160. El número de cabezas actualmente desplegadas y operacionales en correcto estado de mantenimiento podría oscilar entre un mínimo de 10.500 y un máximo de 20.500. Rusia ha hecho un gran esfuerzo económico para mantener su tecnología y potencia nuclear militar, ante la práctica imposibilidad de defenderse por medios convencionales. Es conocido que la columna vertebral de la defensa rusa de hoy en día está sustentada casi exclusivamente en las armas nucleares. La más reciente adquisición del arsenal Ruso es el ICBM Misil SS-27 Topol M capaz de evadir  Escudos Antimisiles y su ojiva puede alcanzar  mach  4 o 5 al descenso y los nuevos misiles Yars.
Con la desintegración de la URSS, los nuevos países Bielorrusia, Kazajistán y Ucrania se encontraron en su territorio con un importantísimo arsenal nuclear soviético. Bajo presión de Moscú, París y Washington, se acordó desmantelar su arsenal nuclear (incluyendo misiles SS-24) y transferírselo a la Federación Rusa, sólo los modelos más modernos volvieron a alcanzar estado operacional. En Chechenia se hallaban algunos misiles y componentes para entrenamiento, que fueron igualmente transferidos a Rusia bajo auspicios de la ONU.

### Estados Unidos

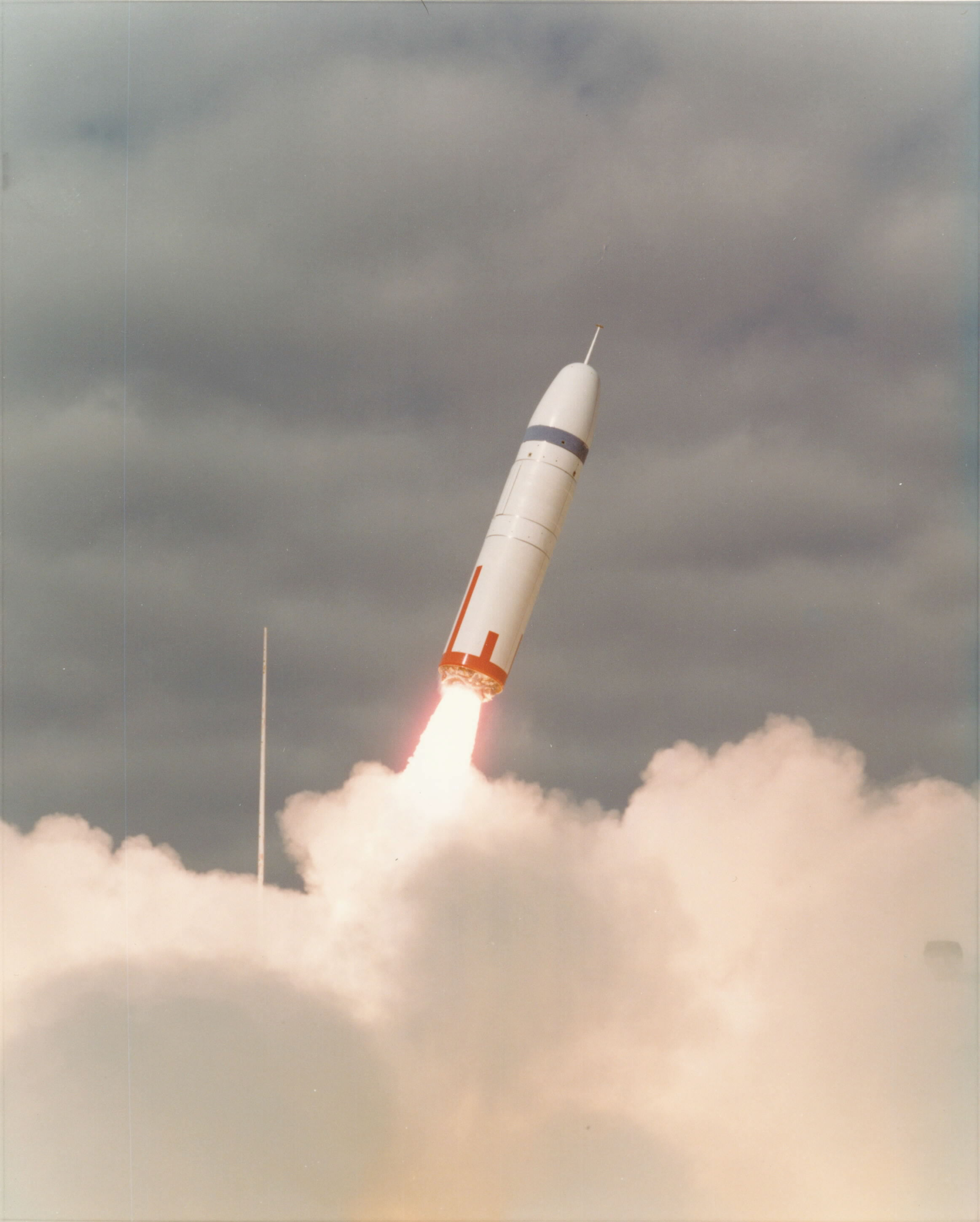
Misil Trident lanzado desde Cabo Cañaveral el 18 de enero de 1977.

EE. UU. es el poseedor del primer mayor arsenal de armas nucleares del mundo, y el único que ha utilizado alguna vez armas nucleares en la práctica, contra las ciudades japonesas de Hiroshima y Nagasaki (6 y 9 de agosto de 1945). Dispone actualmente de 534 misiles balísticos intercontinentales (ICBM) de los modelos Minuteman III y Peacekeeper; 432 misiles balísticos de lanzamiento submarino (SLBM) Trident C4 y D5 (desplegados en los 14 submarinos clase Ohio); y aproximadamente dos centenares de bombarderos nucleares de largo alcance, entre los que se cuentan 20 "invisibles" del tipo B-2. El total de armas nucleares desplegadas es de 5113 ojivas (Información que ha hecho publica el presidente norteamericano Barack Obama)

### China
El estado de las fuerzas nucleares chinas podría calificarse de "potencia". No parece que pongan gran interés en desplegar grandes cantidades de armas, sino que más bien parecen estar experimentando con lo que tienen. En todo caso, China dispone de al menos 240 misiles ICBM del tipo DF-5 con cabezas singularmente potentes (lo que arrojaría dudas sobre su precisión), y está terminando de trabajar con el nuevo DF-31/DF-41. Además dispone de 240 misiles MRBM/SLBM en sus submarinos clase Xia, y de un número probablemente elevado de cabezas para uso táctico en misiles de corto alcance y aviones. Se asume que un cierto número de unidades de su fuerza aérea está preparada para emplear armamento nuclear. El total se estima entre un mínimo absoluto de 200 y un máximo 400 de cabezas nucleares operativas y desplegadas.

### Francia
Francia ha desmantelado todas sus fuerzas nucleares con base en tierra (force de frappe) que mantenía en la meseta de Albión, al norte de Marsella, y actualmente la columna vertebral de su fuerza atómica se halla en sus submarinos (force stratégique océanique). Dispone de misiles SLBM/MRBM de los tipos M4B, M45 y M51 en sus submarinos de las clases L'Inflexible y Triomphant. Adicionalmente, disponen de un número desconocido de misiles aire-superficie de alcance intermedio ASMP con cabeza nuclear para su comando estratégico aéreo formado por aviones Dassault Mirage 2000 en los modelos 2000N/2000D y Dassault Rafale.
A diferencia del resto de potencias, que fueron directamente por la bomba termonuclear (si bien detonaron algunas de 3ª generación en el proceso), Francia desarrollaría la cabeza misilística MR-41, de tipo fisión amplificada, entre 1969 y 1971. Entre 1972 y 1992 tuvo la bomba AN-52.

### Reino Unido
Al igual que Francia, el Reino Unido ha optado por mantener su fuerza nuclear en el mar y en los bombarderos. En teoría dispone de submarinos estratégicos clase Vanguard, armados con misiles Trident II D5. Adicionalmente, podría disponer de algunas bombas y misiles de corto alcance con cabeza nuclear para los cazabombarderos Panavia Tornado GR.4. Se le calcula un máximo de 250 cabezas nucleares desplegadas y operacionales.
Los EE. UU. suministraron al Reino Unido la tecnología para fabricar una bomba termonuclear. Hasta tal punto es así que la primera bomba H inglesa, llamada Yellow Sun Mk1 (detonada en noviembre de 1957), era idéntica a uno de los "diseños de emergencia" del programa estadounidense que hemos hablado antes. A partir de 1958, el Reino Unido adoptaría simplemente copias idénticas del modelo estadounidense Mk-28, con un megatón de potencia, que constituirían el núcleo de las fuerzas nucleares británicas hasta 1972 (cuando fueron reemplazadas por las actuales WE-177 de "cuarta generación y cuarto". Está en estudio una nueva cabeza de "quinta generación y cuarto".

### India
India no dispone actualmente de misiles de largo alcance para su fuerza nuclear, si bien la existencia de un programa espacial propio invitaría a pensar en que el proyecto del ICBM Surya está en marcha. Se le calcula un máximo de 200 cabezas nucleares en sus misiles Prithvi y Agni, este último con 2.000 km de alcance. India dispone además de aviones rusos y franceses que podrían librar bombas atómicas con pequeñas modificaciones, como el MiG-27, aunque en principio no existirían mayores inconvenientes en alterar algunos elementos de su fuerza aérea compuesta por Sujoi Su-30MKI, MiG-29 y Mirage 2000 para lanzar diversos tipos de proyectiles atómicos.Aunque en abril de 2012 se conoció la operatividad de los misiles de largo alcance de la serie Agni-V con un rago de alcance de hasta 5000 km.

### Israel
Israel es el único país poseedor de armas nucleares que no ha declarado abiertamente su existencia, pero las declaraciones de algunos de sus dirigentes, como por ejemplo las del primer ministro Ehud Ólmert  daban a entender claramente que sí que poseían e incluso los Estados Unidos reconocen que las tienen. A finales de los años '90 la comunidad de inteligencia estadounidense calculaba que Israel disponía de entre 75 y 130 armas nucleares para su aviación y sus misiles basados en tierra Jericho 1 y 2. Actualmente se cree que tiene entre 100 y 200 cabezas nucleares desplegadas y operacionales, aunque algunas fuentes elevan la cifra a 400. Israel podría disponer de al menos 12 misiles de crucero de alcance intermedio con cabeza nuclear del tipo Popeye Turbo (sic), instalados en uno de sus submarinos clase Dolphin de fabricación alemana.

### Pakistán
La única potencia nuclear islámica, el programa pakistaní es extremadamente secreto y lo único cierto es que debe utilizar para sus armas uranio altamente enriquecido (HEU) en vez de plutonio, pues carece de centrales regeneradoras de plutonio. Se le estiman unas 50 armas a lo sumo, se especula que está intentando purificar tritio. Estas cabezas estarían desplegadas en sus misiles de alcance intermedio Ghauri-III y quizás en algunas unidades de su fuerza aérea, particularmente en sus A-5 Fantan, un derivado del Q-5 Nanchang chino.

### Corea del Norte
El estado del programa nuclear de Corea del Norte es esencialmente confuso. El 24 de abril de 2003 representantes del gobierno norcoreano declararon en unas charlas bilaterales con Estados Unidos realizadas en Pekín que disponían de armas nucleares, y EE. UU. dio por buena esta afirmación aunque no se hayan realizado pruebas conocidas. Cabe decir que en el país hay importantes minas de uranio y varias centrales nucleares. Corea del Norte dispone de un pequeño programa espacial propio, por lo que podría estar en condiciones de construir misiles de largo alcance en algún momento del futuro próximo; actualmente dispone, como mínimo, del No Dong y el Taepodong-1 (TD-1) de alcance intermedio. No se cree que tenga más allá de un número reducido de cabezas nucleares, probablemente aún no militarizadas. Sin embargo a principios de enero de 2016 Corea del Norte realizó una prueba nuclear de una bomba de Hidrógeno.

## Países que tuvieron armamento nuclear
- Sudáfrica

Sudáfrica fue el primer país que pasó de construir su propio arsenal de armas nucleares a desmantelarlo, renunciando así a ellas. Sudáfrica construyó al menos diez bombas atómicas de uranio enriquecido, y sus primeras pruebas fueron en 1977. Después las destruyó junto con los planos para su fabricación. Las instalaciones nucleares bélicas sudafricanas han sido desmanteladas y están bajo control de la IAEA. Sudáfrica dispone de al menos un misil de alcance intermedio.

## Países con programas nucleares incompletos
La siguiente lista menciona a los países que tuvieron programas para la elaboración de armamento nuclear en el pasado, aunque no llegaron a completar ninguna bomba:
- Argelia
- México (véase Proyecto Vela)
- Argentina
- Brasil
- Egipto
- España (véase Proyecto Islero)
- Irak
- Libia
- Rumanía
- Sudán
- Siria
- República de China (Taiwán)
- Tailandia
- Ucrania
- Corea del Sur

## Países con potencial nuclear
La siguiente lista menciona a los países que, dado su alto grado de desarrollo tecnológico civil en el ámbito nuclear y aeroespacial, así como a través de acuerdos de compartición, podrían disponer de armamento nuclear:
- Brasil
- Canadá
- Corea del Sur
- España
- Alemania
- Arabia Saudita
- Argentina
- Australia
- Chile
- Irán
- Italia
- Japón
- Colombia[3]
- México
- Lituania
- Países Bajos
- Suecia
- Sudáfrica
- República de China (Taiwán)
- Nueva Zelanda